# Colonia Beta
Colonia Beta è un pianeta dell'universo immaginario creato dalla scrittrice statunitense Lois McMaster Bujold nella serie di romanzi e racconti di fantascienza nota come ciclo dei Vor.

## Caratteristiche
La superficie del pianeta è inabitabile e le città sono situate nel sottosuolo. Il nome suggerisce che sia stata la seconda colonia fondata dalla Terra. 
Culturalmente la società betana è egualitaria in massimo grado, questo ha portato nel passato alla creazione, mediante l'ingegneria genetica, degli ermafroditi. Questi pur non avendo avuto successo come esperimento sociologico vivono integrati nella sessualmente tollerante società della colonia. Per le nascite è stato inventato e viene massicciamente usato il replicatore uterino. Peraltro a causa delle limitazioni poste dalle dimensioni degli habitat e dall'estrema longevità dei betani, che hanno un'aspettativa di vita di 120 anni, la procreazione è regolamentata e limitata.
Estremamente evoluta dal punto di vista culturale, Colonia Beta è anche tra i pianeti più tecnologicamente avanzati: fu qui che, al tempo della narrazione descritta nel romanzo Gravità zero, venne inventata la gravità artificiale.
Colonia Beta è rinomata come fabbricante di armamenti. Nel romanzo L'onore dei Vor furono le armi importate da Colonia Beta a ribaltare la situazione del conflitto in corso fra Escobar e Barrayar, determinando la sconfitta di quest'ultimo.
Colonia Beta è il pianeta natale di numerosi personaggi del ciclo dei Vor. Fra i principali si possono citare Cordelia Naismith, moglie di Aral Vorkosigan, e Bel Thorne, un ermafrodita che milita delle file dei Mercenari Dendarii.